# マタ30船団
マタ30船団（マタ30せんだん）は、太平洋戦争後期の1944年10月にマニラから高雄へ航海した日本の護送船団の一つである。護衛部隊旗艦の春風にちなんで春風船団（はるかぜせんだん）とも呼ばれる。連合軍フィリピン反攻開始に伴う空襲から逃れるため、マニラを脱出しようとしたが、多数のアメリカ海軍の潜水艦に捕捉されて参加輸送船数の3/4（トン数で96%）を失った。避難民や約1800人もの捕虜など多数の非戦闘員が死亡した。なお、護衛部隊の反撃で潜水艦1隻を撃沈している。

## 背景
1944年10月中旬、フィリピンへの反攻作戦を開始したアメリカ軍は、20日のレイテ島上陸に向けた事前攻撃として、第38任務部隊により南西諸島から台湾や香港、ルソン島までの一帯を激しく空襲した。反撃する日本軍基地航空部隊との間で台湾沖航空戦が発生、17日にはスルアン島にアメリカ軍上陸と、事態は急速に展開した。18日-19日には、ルソン島北部からマニラ湾にかけて第38任務部隊の空襲があり、日本の艦船被害が続出した。
この間、第38任務部隊の襲来を知った日本海軍は、フィリピン周辺の船舶を疎開させようとしていた。当時のマニラには、増援部隊を輸送してきた後の空荷の船団や、ボルネオ島などから日本本土へ資源を運ぶ途中の船団など多数の輸送船が溜まっていた。第38任務部隊は、19日の空襲を最後にレイテ島上陸直援のため去りつつあったのであるが、そのことを知らない日本側は、マニラ周辺の雑多な船舶12隻を集めると、駆逐艦春風（艦長：福山強少佐）指揮の下で高雄へと緊急避難するよう命じた。この時期の日本軍はマニラ発・高雄行きの船団をマタ船団と総称しており、春風率いる船団はこの年に出航する30番目のマタ船団という意味でマタ30船団と命名された。
対するアメリカ海軍は第38任務部隊を行動させていただけでなく、日本艦隊が反撃に出動したり増援部隊を運ぶ輸送船団が現れる事態を想定し、多数の潜水艦をフィリピン方面に出撃させていた。さらに、撃墜された自軍航空機からの脱出パイロットを救助するよう命じられた潜水艦もいた。これら豊後水道から南シナ海まで布陣したアメリカ潜水艦の総数は45隻に上り、開戦以来で最も濃密な配備状況だった。マタ30船団は、この哨戒網の中に飛び込むことになってしまった。

## 航海の経過
10月20日23時40分頃、編成を終えたマタ30船団はマニラを出港した。加入輸送船は12隻で、ミ18船団やミマ11船団でボルネオ島ミリから来た資源満載の船や、部隊輸送の帰りの空船、海軍運送船などが入り混じっていた。うち貨客船黒龍丸（大阪商船、6379総トン）は遭難船員など民間人多数を乗せ、2A型戦時標準貨物船阿里山丸（三井船舶、6,886総トン）は捕虜1781人を乗せたいわゆるヘルシップ（ほかに遭難船員204人など乗船）であった。5隻の護衛部隊も寄せ集めで、駆逐艦春風、呉竹は海上護衛総隊の第一海上護衛隊所属だったが、駆逐艦竹は連合艦隊の第三十一戦隊所属、第20号駆潜艇は第31特別根拠地隊所属とバラバラだった。なお、護衛艦に数えられている鞍埼（左下画像）の実態は貨物船改装の給糧艦で、逆に輸送船に数えられている映海丸（陸軍省、112排水トン）は陸軍船舶兵運用の砲艇である。

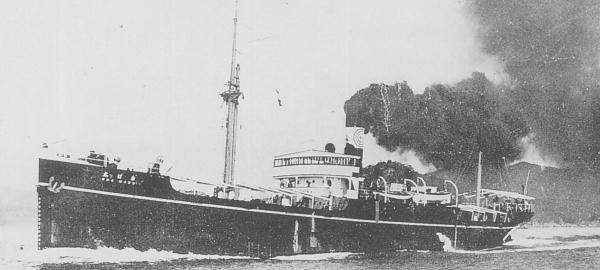
鞍埼の貨物船オハ丸時代の写真。

船団は輸送船を3列縦隊にし、周囲に春風を先頭として護衛艦を配置した隊形を組み、8ノットの低速で航行した。しかし、23日朝から吹き出した強風の影響もあって、阿里山丸など隊列から落伍する船が出た。23日正午ごろ、船団最優秀船で元特設水上機母艦である特設運送船君川丸（川崎汽船、6,863総トン）が潜望鏡らしきものを発見して他の加入船に警戒を呼びかけた。
ウルフパック戦術を採っていたアメリカ海軍は、ソーフィッシュ(USS Sawfish, SS-276)の艦長のアラン・バニスター中佐率いる第17.15任務群やシャーク(USS Shark, SS-314)の艦長エドワード・ブレイクリー中佐の指揮するグループなど、7隻の潜水艦をルソン海峡西方に配置していた。15時38分、ソーフィッシュが船団を発見し、他の6隻の潜水艦に通報。7隻のうち、ソーフィッシュを含む6隻の潜水艦群は船団を発見し、無線電話で連絡を取り合うと連携して攻撃を開始した。

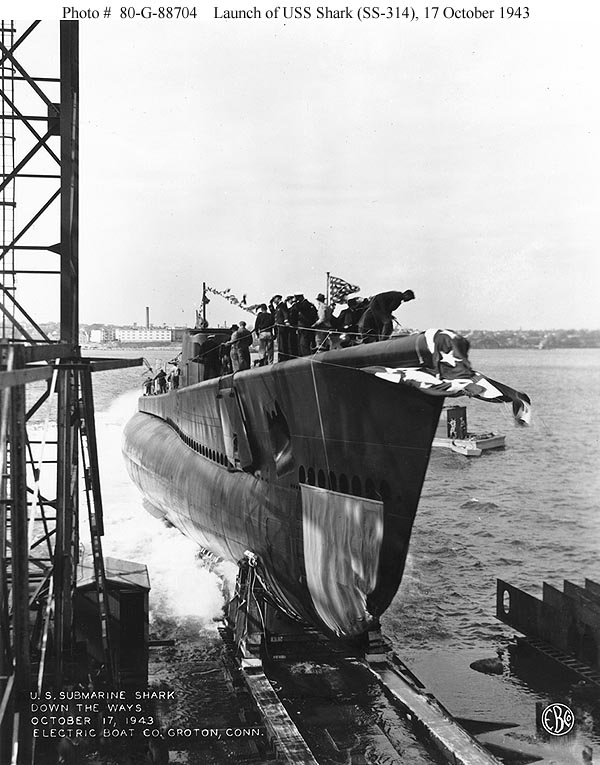
潜水艦シャークの進水式。マタ30船団を攻撃したが行方不明となった。

23日17時28分頃、北緯18度58分 東経118度31分 / 北緯18.967度 東経118.517度のルソン島ボヘアドール岬西北西沖で、ソーフィッシュは魚雷4本を発射。うち1本ないし4本が、ヒマの実を積んで、船団最後尾を航行中の君川丸の左舷後部に命中して沈没した。24日1時、ボヘアドール岬北西沖で黒龍丸の右舷2番船倉、機関室に魚雷2本が命中し、黒龍丸は1時半にスクリューをゆっくりと回しながら横転し、船首から沈没した。3時15分、スヌーク(USS Snook, SS-279)は「7,500トン級タンカー」こと、ミ18船団から編入されたタンカーで陸軍油槽船の菊水丸（拿捕船/三井船舶委託、3,887総トン/旧蘭船Iris）と「7,500トン級輸送船」に対して魚雷を3本ずつ計6本発射。菊水丸の船首および缶室に魚雷3本が命中(1本は不発)し炎上した後沈没した。6時5分、北緯19度58分 東経118度33分 / 北緯19.967度 東経118.550度のルソン島マイライラ岬北西沖でアイスフィッシュ(USS Icefish, SS-367)が雷撃を行い、ミマ11船団から編入された第一次大戦の英E型戦時標準貨物船天晨丸（瑞光商船、4,236総トン）の左舷2番船倉に魚雷2本が命中。爆発により天晨丸は船橋直前部で船体が分断され、2分で沈没。7時58分、ドラム(USS Drum, SS-228)はルソン島ボヘアドール岬北西33km地点付近で魚雷4本を発射。ミマ11船団から編入された貨物船信貴山丸（三井船舶、4,725総トン）の3番船倉、機関室、4番船倉に1本ずつ命中し、1分30秒で沈没した。10時55分、シードラゴン(USS Seadragon, SS-194)はこの時点で船団の1番船となっていた海軍徴用船で1B型戦時標準貨物船の大天丸（大阪商船、4,642総トン）へ向け魚雷を4本発射。大天丸は部隊輸送の帰りの空船であったため船体が浮かび上がって5ノットしか出せなかったが、最初の魚雷2本は何とか回避。しかし、1本が右舷機関室後部に命中。大天丸は12時ごろに船尾を下にして沈没した。12時25分、北緯19度32分 東経118度37分 / 北緯19.533度 東経118.617度のルソン島ボヘアドール岬西北西260km地点付近で、ミマ11船団から編入された陸軍輸送船第一眞盛丸（原商事、5,864総トン）が雷撃を受けて沈没し、遭難者の約半数が海軍徴用船で貨客船の營口丸（日本郵船、1,847総トン）に救助された。營口丸は停船して第一眞盛丸の遭難者を救助しており、そのデッキは救助した遭難者で混雑していた。護衛艦は營口丸の周囲を警戒していたが、その隙をついてシードラゴンが14時4分に魚雷を発射。魚雷は營口丸の左舷船首に命中し、營口丸はすぐに船体前半部を海中に沈め、23時50分に沈没。營口丸に救助された第一眞盛丸の遭難者の相当数が戦死した。17時半、ルソン島ボヘアドール岬北西沖で、阿里山丸の右舷3番船倉に2本、船尾に1本が命中。船体は船尾の被雷部分で分断されて、19時40分に沈没した。
戦後、シードラゴンの雷撃で黒龍丸が撃沈されたと認定されているが、シードラゴンはその時間にはなんら戦闘行為を行っていない。ほぼ同じ時刻に「7,500トン級輸送船」に魚雷を2本命中させたスヌークこそが、黒龍丸を撃沈した真の潜水艦の可能性もある。また、スヌークが第一眞盛丸、阿里山丸を撃沈したと認定されているが、スヌークは5時ごろの四度目の攻撃以降はアクションを起こしておらず、他に攻撃を行った5隻も両船の被雷時刻に戦闘行動を行っておらず、どちらもシャークの雷撃による戦果と思われる。
日本側護衛部隊も必死に応戦し、爆雷を投下した。23日夜には大型飛行艇が、24日には駆逐艦栂が護衛強化及び敵潜水艦制圧のために現場へ派遣された。乱戦状態の中、春風は24日に2回に渡って爆雷17発ずつを投下し、17時44分に不確実ながら敵潜水艦撃沈を記録しているところ、アメリカの潜水艦シャークが僚艦と交信して船団攻撃に移った後に行方不明となっていることから、おそらく春風によって撃沈されたものと考えられている。
輸送船のほとんどを撃沈されたマタ30船団は、小型船3隻だけとなって10月26日に高雄へと到着した。

## 結果
マタ30船団の脱出行は、結果として大失敗に終わった。撃沈された船舶は加入船の3/4にあたる9隻（計4万5千総トン）、生き残ったのは小型船3隻（計2千総トン）だけだった。乗船者に非戦闘員を含む多数の死者が生じ、特に阿里山丸に乗っていた捕虜のうち日本側に救助されたのはわずか4人（うち1人はまもなく死亡）であった。なお、別に捕虜5人がボートで漂流して中国帆船に救助され、アメリカ第14空軍の基地に送り届けられた。日本人遭難者の一部も黒龍丸の救命ボートで漂流しており、10月30日に南澳島にたどり着いて日本軍守備隊に救助された。
この1944年10月、アメリカ潜水艦の活動は最高潮となり、アメリカ潜水艦が攻撃した日本商船の数は230隻、うち撃沈したのは68.5隻（計32万8848総トン）と太平洋戦争中で最多を記録した。1か月で約32万9千総トン撃沈という数字は、第2位となる同年5月の約26万5千総トンを大きく引き離している。アメリカ戦略爆撃調査団のレポートによれば、空襲などによる損失も合わせると10月の日本商船沈没は500総トン以上の船だけで134隻（計51万4915総トン）に上り、これも同年2月の115隻（計51万9559総トン）と並んで、最大級であった。
なお、本船団で連合国軍捕虜多数が死亡したことについては、終戦後に戦争犯罪として日本側の管理責任が問われることとなった。駆逐艦竹の戦闘当時の艦長らが、救助活動を怠った容疑で取り調べを受けるなどした。竹水雷長として取調べを受けた志賀大尉の回想によれば、阿里山丸は捕虜乗船識別の「緑十字」を明瞭に認識できる状態でアメリカの潜水艦に撃沈されており、竹関係者は訴追されることなく釈放された。他方、日本軍の捕虜待遇などについて研究しているPOW研究会の三輪祐児によれば、当時の戦時国際法上、病院船と異なって捕虜輸送船を示す標識の規則は存在しなかったと思われ、日本軍の捕虜輸送船にも何ら標識は掲示されていなかった。乗船捕虜の遺族の調査によれば阿里山丸にも特別の標識はされていなかった。

## 編制
沈没艦船については艦船名を太字としている。

### マタ30船団
- 輸送船

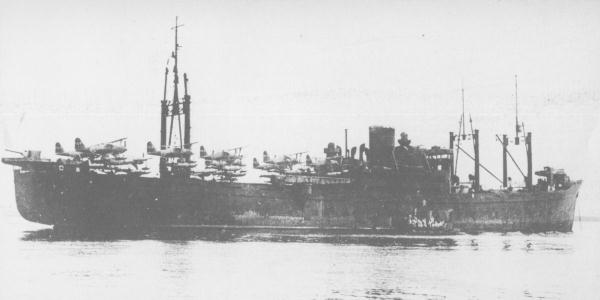
特設水上機母艦時代の君川丸。黒龍丸と並んでマタ30船団の最優秀船だったが、真っ先に撃沈されてしまった。

  - 貨物船 - 信貴山丸、大天丸、営口丸、第一眞盛丸、阿里山丸、天晨丸、第三東洋丸、君川丸
  - その他 - 貨客船黒龍丸、タンカー菊水丸、気象観測船凌風丸、陸軍砲艇映海丸
- 護衛艦
  - 駆逐艦 - 春風（旗艦）、竹、呉竹、栂（24日以降）
  - その他 - 第20号駆潜艇、給糧艦鞍埼

### アメリカ潜水艦部隊
- 第17.15任務群（TG17.15） - 潜水艦ソーフィッシュ（旗艦）、ドラム、アイスフィッシュ
- ブレイクリー隊 - 潜水艦シャーク（旗艦）、シードラゴン、ブラックフィッシュ
- 潜水艦スヌーク